# Chanté Adams

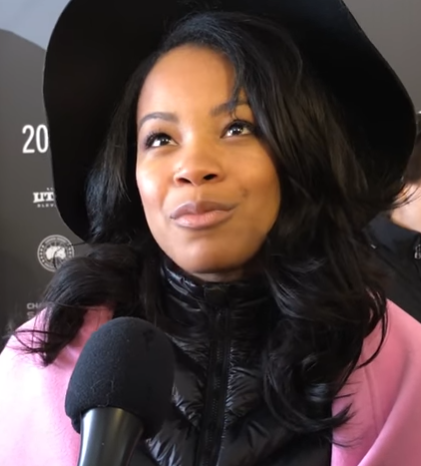
Chanté Adams

Chanté Adams (* 16. Dezember 1994 in Detroit, Michigan) ist eine US-amerikanische Schauspielerin. Bekanntheit erlangte sie vor allem durch ihre Darstellung der Rapperin Roxanne Shanté im Biopic Roxanne Roxanne.

## Leben und Karriere
Chanté Adams wurde in Detroit geboren, wo sie anschließend mit einer Schwester und zwei Brüdern aufwuchs. Sie besuchte die Cass Technical High School in ihrer Heimatstadt, wo ihr Interesse für das Schauspiel geweckt wurde. Nach dem Abschluss nahm sie ein Theater-Studium an der Carnegie Mellon University auf, das sie erfolgreich abschloss. Nach vierjähriger Studienzeit nahm sie in New York und in Los Angeles an einer Präsentation vor Managern und Agenten teil. Einer der Anwesenden vermittelte Adams an die Besetzungsleiter des Filmprojekts Roxanne Roxanne. Nur zwei Wochen nach ihrem Umzug nach New York City wurde sie für das Biopic, das sich um das Leben der Rapperin Roxanne Shanté dreht, zum Casting eingeladen und anschließend in der Hauptrolle besetzt. Zwischen Besetzung und Drehbeginn lag nur wenig mehr als eine Woche. In Vorbereitung auf die Rolle studierte Adams Shantés Auftritte in Interviews und trat sich persönlich mit ihr. Vor ihrer ersten Filmrolle war Adams ausschließlich in kleineren Gastrollen im US-Fernsehen vor der Kamera zu sehen. Der Film wurde schließlich auf dem Sundance Film Festival 2017 uraufgeführt. Adams wurde für ihre Darstellung mit dem Special Jury Prize ausgezeichnet.
2018 wurde Adams im Filmdrama Monsters and Men als Zoe in einer Nebenrolle besetzt. 2020 war sie im Satire-Horrorthriller Bad Hair in der Rolle der Linda Bludso zu sehen. Es folgte eine Nebenrolle im Science-Fiction-Film Voyagers. Eine Hauptrolle erhielt Adams in Denzel Washingtons Filmdrama A Journal for Jordan, in dem sie die Verlobte eines im Irakkrieg fallenden Soldaten spielt, verkörpert von Michael B. Jordan.

## Filmografie (Auswahl)
- 2013: Redwood Time (Fernsehserie, Episode 1x10)
- 2017: Roxanne Roxanne
- 2018: Monsters and Men
- 2018: Good Girls Get High
- 2020: Bad Hair
- 2020: The Photograph
- 2021: Voyagers
- 2021: A Journal for Jordan
- 2022: Eine Klasse für sich (A League of Their Own)
- 2024: Ein ganzer Kerl (A Man in Full, Fernsehserie, 6 Episoden)

## Auszeichnungen
- 2017: Special Jury Price für die Breakthrough Performance in Roxanne Roxanne